# 진현태
진현태(陳見泰, 2001년 1월 30일 ~ )는 대한민국의 축구 선수로, 포지션은 미드필더이다. 현재 K리그1 수원 삼성 블루윙즈 소속이다.